# Triều Tiên Thuần Tông
Triều Tiên Thuần Tông(Hangul: 융희제; Hanja: 朝鮮純宗, Hán-Việt: Triều Tiên Thuần Tông) (1874 – 24 tháng 4 năm 1926) là vị vua thứ 27 và là cuối cùng nhà Triều Tiên, cũng như là Hoàng đế cuối cùng của Đế quốc Đại Hàn. Trong đời cai trị của ông chỉ có một niên hiệu là Long Hy (Hangul: 융희; Hanja: 隆熙). 

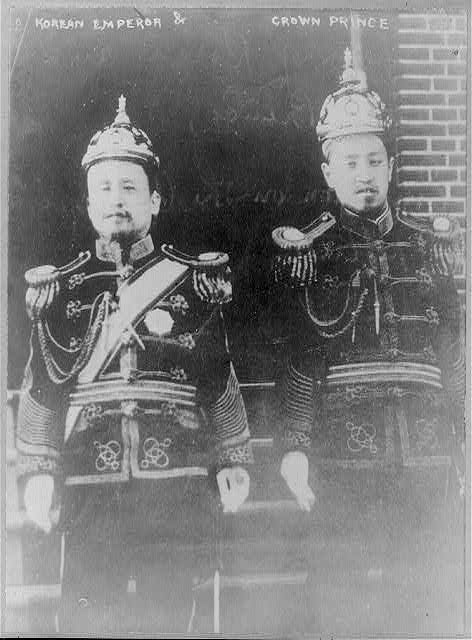
Thuần Tông và cha - Hoàng đế Cao Tông

Ông là con trai thứ tư của Triều Tiên Cao Tông, ông kế vị từ năm 1907 đến năm 1910, trị 3 năm 41 ngày. Sau khi mất, ông được truy miếu hiệu là Thuần Tông, thụy hiệu là Văn Ôn Vũ Ninh Đôn Nhân Thành Kính Hoàng đế (文溫武寧敦仁誠敬皇帝). Ông lên ngôi sau khi Triều Tiên Cao Tông nhường ngôi vị, nhưng ông làm vua chỉ 3 năm thì bị Nhật Bản ép phải ký Nhật Hàn Tịnh Hợp điều ước (còn gọi là Điều ước sáp nhập) mà người Hàn Quốc ngày nay coi hiệp ước năm 1910 đó là "quốc sỉ".

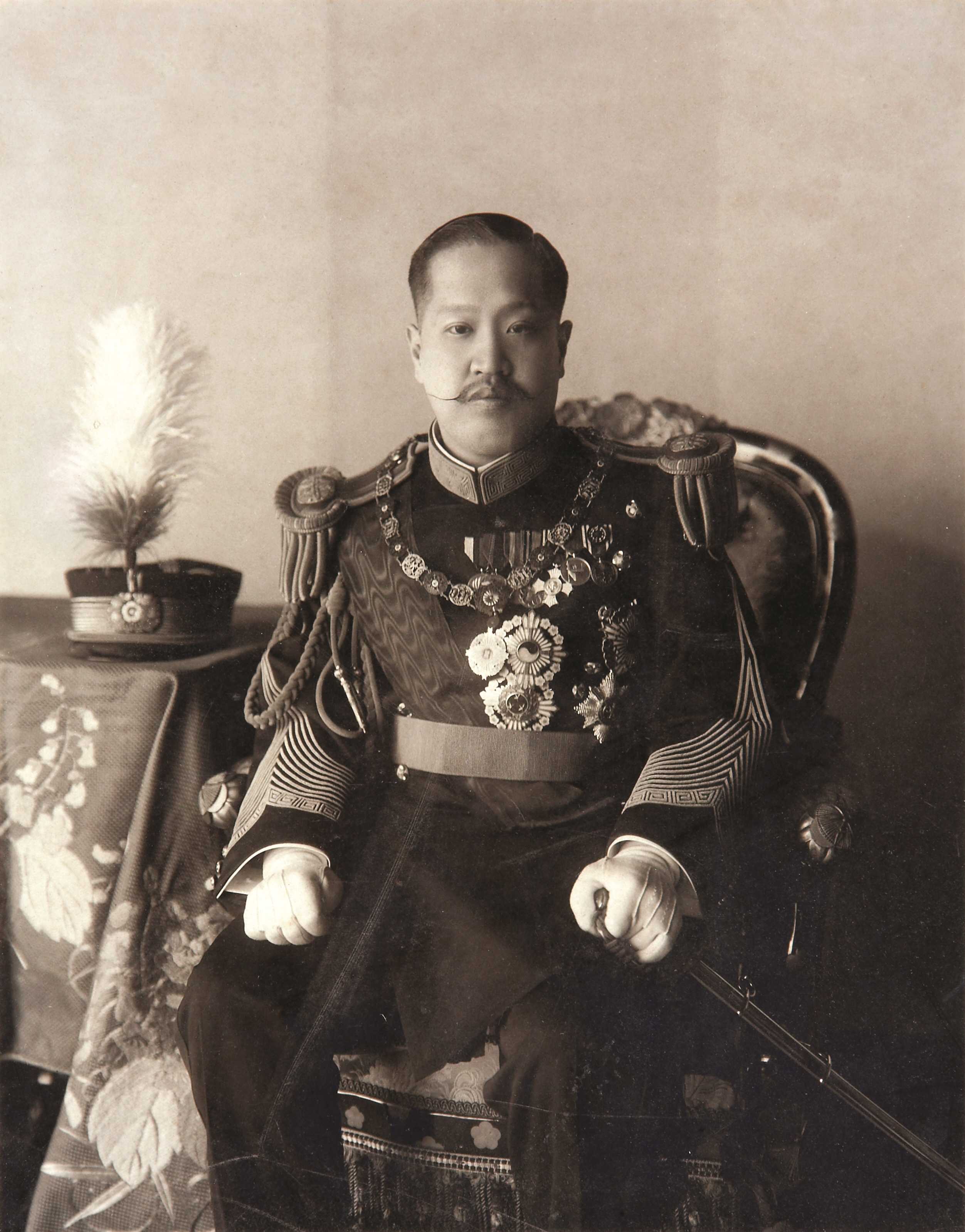
Thuần Tông trong quân phục Đế quốc Nhật Bản

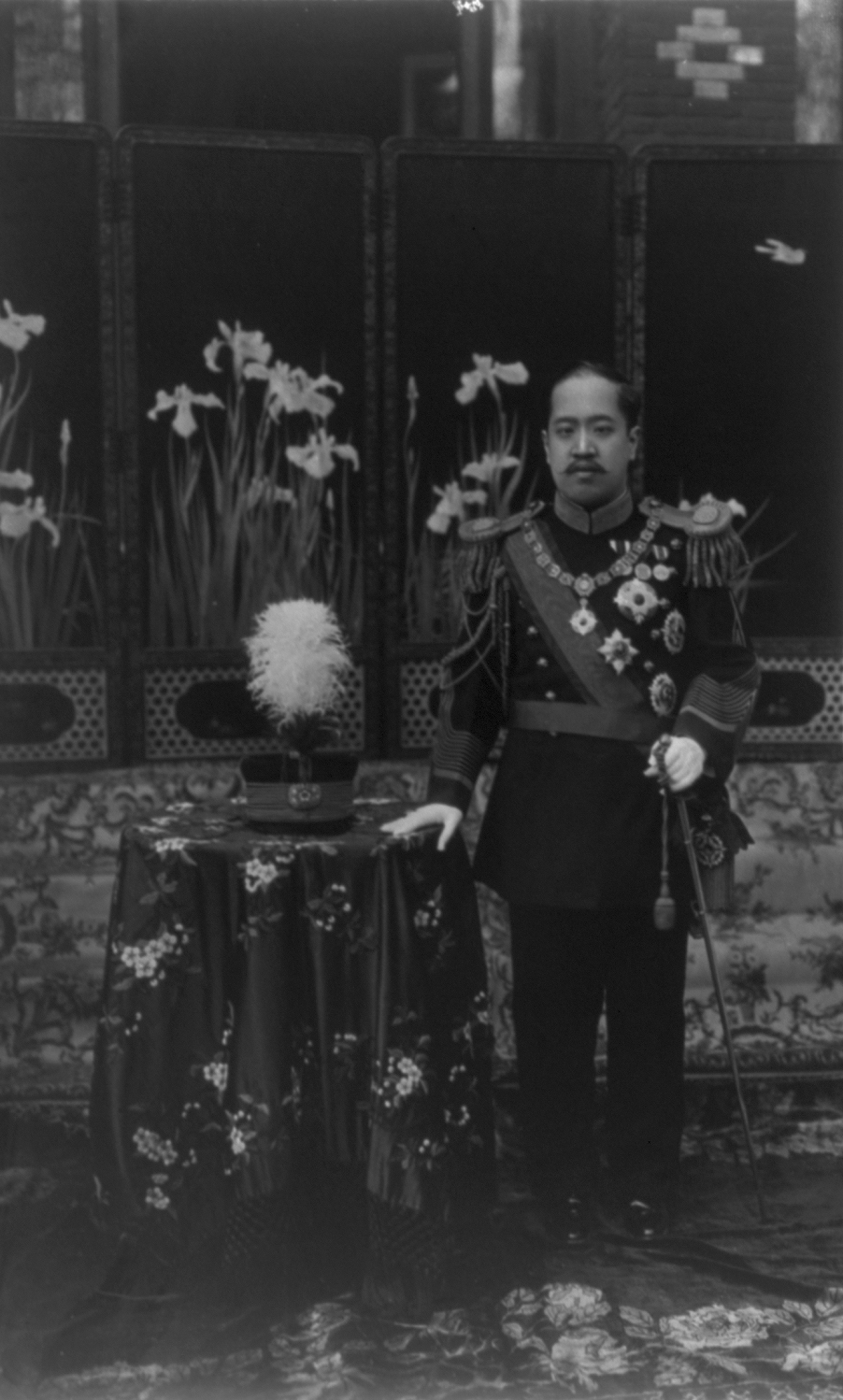
Thuần Tông vào khoảng năm 1910

Chính điều ước đó đã buộc ông phải thoái vị, chấm dứt triều đại Đại Hàn. Sau đó, Thuần Tông sống đến năm 1926, vào ngày 24 tháng 4 thì băng hà tại cung Chương Đức. Sau đó, ông được an táng ở Quần thể lăng mộ Vương tộc của nhà Triều Tiên nay thuộc thành phố Namyangju, Hàn Quốc.

## Cai trị
Thuần Tông là con trai thứ hai của Triều Tiên Cao Tông và Hoàng hậu Minh Thành, được vua cha phong làm Thế tử ngay khi vừa lên 2 tuổi. Năm 1882, ông kết hôn với một người con gái thuộc dòng họ Mẫn, tức là Thuần Minh Hiếu Hoàng hậu sau này (Sunmyeonghyo, Hangul: 순명효황후; Hanja: 純明孝皇后).
Khi Đại Hàn Đế quốc được thành lập vào năm 1897, tước vị của Thuần Tông từ Thế tử cũng được nâng lên thành Thái tử. Năm 1907, người Nhật buộc phụ hoàng Cao Tông thoái vị và lập Thuần Tông lên làm Hoàng đế của Đế quốc Đại Hàn. Sau đó, Thuần Tông lập người em trai của mình, Lý Ngân, làm Anh Thân Vương và trở thành Hoàng đệ kế vị. Thuần Tông chuyển từ Đức Thọ cung sang Chương Đức cung.
Trong thời gian trị vì, quyền lực thực tế của Thuần Tông là không đáng kể khi mà sự can thiệp của người Nhật Bản vào nội chính Triều Tiên ngày càng gia tăng. Mặc dù trở thành Hoàng đế vào tháng 7 năm 1907, Thuần Tông ngay sau đó đã phải kí với Nhật điều ước Nhật-Hàn 1907 (Hangul: 한일신협약, 정미7조약; Hanja: 韓日新協約, 丁未七條約), cho phép người Nhật Bản giám sát và can thiệp vào trong chính quyền cũng như việc cai trị, đồng thời bổ nhiệm các viên chức cấp cao người Nhật vào trong bộ máy triều đình Triều Tiên.
Sau khi can thiệp sâu được vào chính quyền, người Nhật thủ tiêu luôn lực lượng quân đội của Triều Tiên, với lí do là không đủ ngân sách để duy trì. Năm 1909, người Nhật tiếp tục tước đi quyền tư pháp của nhà Triều Tiên bằng việc thực hiện Giác thư Nhật-Hàn (Hangul: 기유각서; Hanja: 己酉覺書). Đồng thời, Nhật Bản cử Ito Hirobumi, toàn quyền Nhật tại Triều Tiên, để đàm phán với Đế quốc Nga về những vấn đề liên quan đến Triều Tiên và Mãn Châu. Tuy nhiên, trước khi sự đàm phán này được xảy ra, Ito Hirobumi đã bị An Trọng Căn (Ahn Jung-geun), một nhà yêu nước Triều Tiên, ám sát tại Herbin. Vụ ám sát Ito Hirobumi đã khiến Nhật Bản quyết định sáp nhập Triều Tiên. Những quan lại thân Nhật ở Triều Tiên là Tống Bỉnh Tuấn (Song Byeong-jun, Hangul:송병준, Hanja:宋炳濬) và Lý Hoàn Dụng (Ye Wanyong, Hangul:이완용Hanja:李完用) tạo ra cái cớ rằng triều đình Triều Tiên rất sẵn lòng và mong muốn được sáp nhập vào Đế quốc Nhật Bản, sau đó kí kết Nhật Hàn Tịnh hợp điều ước vào ngày 29/8/1910.
Mặc dù trên danh nghĩa, triều đại của Thuần Tông kéo dài ba năm. Nhưng từ sau khi phế bỏ Cao Tông và đưa Thuần Tông lên ngôi, những sự can thiệp của người Nhật đã thực chất biến Thuần Tông thành vị vua bù nhìn trong suốt thời gian ngồi trên ngai vàng Triều Tiên. Cuối cùng, với Nhật Hàn Tịnh hợp Điều ước, Đế quốc Đại Hàn đã chính thức bị xóa sổ, kết thúc luôn 519 năm lịch sử của vương triều Lý Triều Tiên.

### Sau khi mất ngôi
Sau khi bị hạ bệ, Thuần Tông cùng Thuần Minh Hiếu Hoàng hậu sống dưới sự quản thúc tại Xương Đức cung. Thuần Tông cũng bị tước vị Hoàng đế và bị hạ xuống thành Vương. Người Nhật ban cho ông tước vị Chương Đức cung Lý vương (Hangul: 창덕궁 이왕; Hanja: 昌德宮 李王) và cho phép cha truyền con nối tước vị này.
Thuần Tông qua đời ngày 24/4/1926 và được chôn cất tại Dụ lăng cùng với hai người vợ của mình, nay thuộc thành phố Nam Dương (Namyang). Quốc tang của ông vào ngày 10/6/1926 là một chất xúc tác cho Cuộc vận động ngày 10/6 chống lại người Nhật của người dân Triều Tiên.
Thuần Tông qua đời mà không có người con nào.

## Gia đình
- Cha: Triều Tiên Cao Tông.
- Mẹ: Minh Thành Hoàng hậu Mẫn Tư Anh.

## Vợ
- Thuần Minh Hiếu Hoàng hậu họ Mẫn.
- Thuần Trinh Hiếu Hoàng hậu họ Doãn.

## Thụy hiệu đầy đủ
- 대한제국순종문온무령돈인성경황제폐하
- 大韓帝國純宗文溫武寧敦仁誠敬孝皇帝陛下
- Daehan Jeguk Sunjong Munon Muryeong Donin Seonggyeong Hwangje Pyeha
- Đại Hàn Đế quốc Thuần Tông Văn Ôn Vũ Ninh Đôn Nhân Thành Kính Hiếu hoàng đế bệ hạ